# Qarabağ Futbol Klubu
El Qarabağ Futbol Klubu es un club de fútbol azerí, originario de Agdam y que tiene su sede actual en Bakú. Actualmente juega en la Liga Premier de Azerbaiyán.
La entidad fue fundada en 1987 como el equipo representativo de Agdam, en la región del Alto Karabaj. En 1993 el equipo, junto con la población azerí, tuvo que abandonar Agdam debido al transcurso de la primera guerra del Alto Karabaj. Desde entonces ha jugado en varias ciudades hasta asentarse en Bakú. En 2015 inauguró un estadio propio en la capital, el Azersun Arena, mientras que disputa sus partidos internacionales en el estadio Tofiq Bahramov.
El Qarabag ganó su primera liga nacional en 1993 y durante años mantuvo un papel discreto por sus problemas económicos. En 2001, el grupo Azersun se hizo con el control de la entidad y llevó a cabo una profunda inversión para convertirla en el dominador del fútbol nacional. Desde entonces el Qarabag ha conquistado siete ligas consecutivas desde 2014 hasta 2020, y ha sido el primer club azerí que ha logrado clasificarse para la fase de grupos de la Liga de Campeones de la UEFA (2017-18).

## Historia

### Orígenes del club
Los orígenes del club se remontan a la década de 1950. Con motivo de la construcción en 1951 del estadio municipal de Agdam, la ciudad fundó un club de fútbol llamado «Mehsul F. K.». Ese equipo logró ascender en 1966 a la máxima división de la RSS de Azerbaiyán, y en 1968 obtuvo un segundo puesto en la liga republicana. Sin embargo, ese mismo año terminó desapareciendo por problemas económicos.
En 1977 hubo una refundación bajo el nombre de «Shafag F. K.»; entre 1982 y 1987 pasó a llamarse «Kooperator F. K.», y en 1987 adoptó la denominación definitiva de Qarabag, en honor a la región del Alto Karabaj. Ese equipo conquistó dos ligas de la RSS de Azerbaiyán en 1988 y en 1990, y llegó incluso a clasificarse para la segunda división soviética en 1989. Cuando Azerbaiyán se independizó de la Unión Soviética en 1991, el Qarabag Agdam se pasó a la recién creada Primera División de Azerbaiyán.
El desempeño del equipo se vio marcado por el desarrollo de la primera guerra del Alto Karabaj. En un primer momento continuó jugando en una Agdam ya asediada por el conflicto, con sucesos como la muerte del entrenador Allahverdi Bagirov por el estallido de una mina antitanque y la destrucción del estadio Imarat por ataques de artillería. Las tropas armenias capturaron Agdam en julio de 1993 y toda la población azerí tuvo que abandonar la ciudad, igual que el propio club. Un mes después, el Qarabag se proclamó campeón de liga en la temporada 1993, con una victoria en la final frente al Insaatçi Bakú gracias a un gol de Mushfig Huseynov en la prórroga.
El Qarabag se convirtió en el equipo representativo de los refugiados azerís, estableciendo su sede en la fronteriza ciudad de Quzanli. A nivel deportivo obtuvo buenos resultados y logró clasificarse para competiciones europeas como la Copa Intertoto de 1999, pero terminó atravesando problemas financieros por la falta de inversores y la crisis del propio fútbol azerí.

### Llegada de Azersun

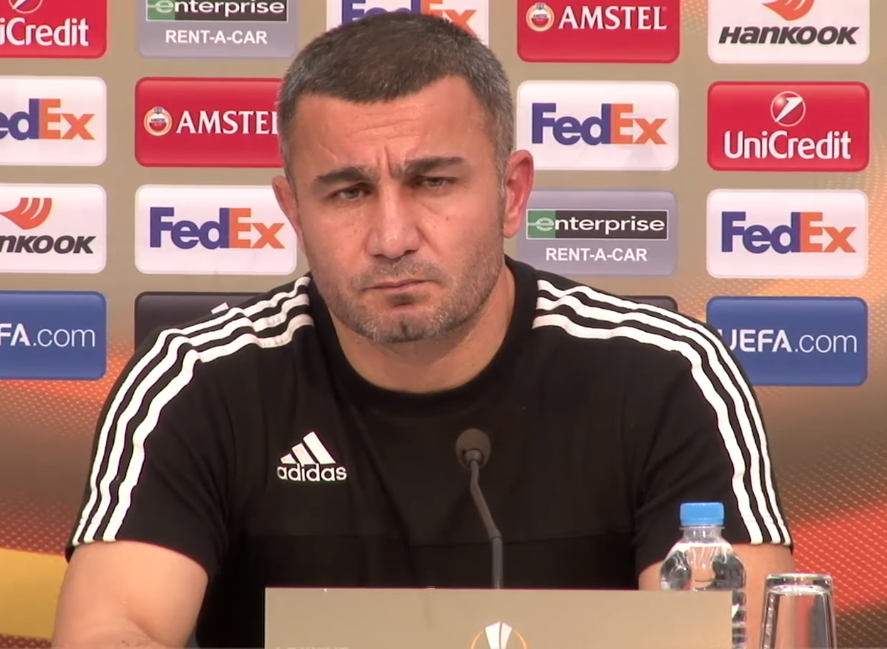
Gurban Gurbanov, técnico del Qarabag desde 2008.

En 2001 se produjo la llegada en el accionariado del conglomerado Azersun, el mayor distribuidor de alimentos de Azerbaiyán. Los nuevos propietarios llevaron a cabo una inversión a largo plazo para mejorar las estructuras de la entidad, que terminó mudándose a Bakú en la década del 2000. Los mayores logros en esa etapa inicial fueron dos Copas de Azerbaiyán en 2006 y 2009.
En 2008 se contrató como entrenador a Gurban Gurbanov y se tomó un nuevo rumbo deportivo, centrado en contratar futbolistas extranjeros y en un estilo de juego con pases cortos e intercambios posicionales. Bajo su mandato, el Qarabag se convirtió en el equipo más potente de la Liga Premier de Azerbaiyán, con siete ligas consecutivas desde 2014 hasta 2020. En 2015 tuvo lugar la inauguración del estadio Azersun Arena de Bakú, lo que dotaba al club de un hogar propio después de años de incertidumbre. Gurbanov se ha mantenido al frente del Qarabag incluso cuando fue nombrado seleccionador de Azerbaiyán entre 2017 y 2018.
A nivel internacional, el Qarabag logró clasificarse para la fase final de la Liga Europa de la UEFA 2014-15, y desde entonces se convirtió en un habitual de la fase de grupos en ese torneo. El mayor logro de su carrera europea fue la clasificación para la fase de grupos de la Liga de Campeones de la UEFA 2017-18: los azerís eliminaron al F. C. Copenhague y se midieron en el grupo C al Chelsea F.C., el Atlético de Madrid y la A.S. Roma. Si bien no lograron meterse en la ronda final, sí consiguieron dos empates ante los madrileños. En la temporada 2021-22 debutaron en la Liga Europa Conferencia donde iniciaron el torneo con victorias en el global contra el Ashdod de Israel, AEL Limassol de Chipre y Aberdeen de Escocia respectivamente, lo que significo que llegaran a una fase de grupos por segunda vez en su historia, con Basilea de Suiza, Kairat de Kazajistán y Omonia Nicosia de Chipre en el  Grupo H de la Liga Europa Conferencia de la UEFA 2021-22, donde consiguieron el segundo lugar del grupo y enfrentaron al Marsella de Francia para que avancen a los octavos de final, y perdieron en reusltado global 6 - 1.

## Estadio

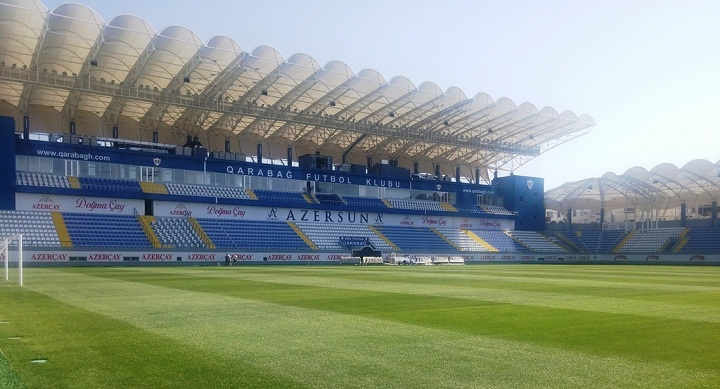
Interior del Azersun Arena de Bakú.

El Qarabag F. K. es originario de Agdam pero no juega allí desde 1993; actualmente su sede se encuentra en Bakú, la capital de Azerbaiyán.
El club disputa sus partidos como local en el Azersun Arena, un campo propio situado al este de Bakú, en el raión de Suraxanı. Fue inaugurado en 2015 y puede albergar hasta 5 800 espectadores. Además, en las competiciones internacionales utiliza el estadio Tofiq Bahramov, en pleno centro de la ciudad y con capacidad para 31 200 espectadores.

## Participación en competiciones de la UEFA

#### Por competición
Nota: En negrita competiciones activas.
| Competición                              | PJ  | PG | PE | PP | GF  | GC  | Dif. | Puntos | Títulos | Subtítulos |
| ---------------------------------------- | --- | -- | -- | -- | --- | --- | ---- | ------ | ------- | ---------- |
| Liga de Campeones de la UEFA             | 51  | 21 | 18 | 12 | 67  | 45  | +22  | 81     | –       | –          |
|                                          |     |    |    |    |     |     |      |        |         |            |
| Copa de la UEFA / Liga Europa de la UEFA | 101 | 36 | 23 | 42 | 118 | 138 | -20  | 131    | –       | –          |
|                                          |     |    |    |    |     |     |      |        |         |            |
| Liga Europa Conferencia de la UEFA       | 16  | 8  | 4  | 4  | 19  | 17  | +2   | 28     | –       | –          |
|                                          |     |    |    |    |     |     |      |        |         |            |
| Recopa de Europa de la UEFA              | 4   | 0  | 1  | 3  | 1   | 12  | -11  | 1      | –       | –          |
|                                          |     |    |    |    |     |     |      |        |         |            |
| Copa Intertoto de la UEFA                | 4   | 1  | 0  | 3  | 2   | 11  | -9   | 3      | –       | –          |
|                                          |     |    |    |    |     |     |      |        |         |            |
| Total                                    | 176 | 66 | 46 | 64 | 207 | 223 | -16  | 244    | 0       | 0          |
| Actualizado a la Temporada 15.03.2024.   |     |    |    |    |     |     |      |        |         |            |

| Competicion UEFA | Competicion UEFA       | Competicion UEFA | Competicion UEFA    | Competicion UEFA | Competicion UEFA | Competicion UEFA |
| Temporada        | Torneo                 | Ronda            | Club                | Local            | Visita           | Global           |
| ---------------- | ---------------------- | ---------------- | ------------------- | ---------------- | ---------------- | ---------------- |
| 1996–97          | Recopa de Europa       | Clasificatoria   | MyPa                | 0–1              | 1–1              | 1–2 (pró.)       |
|                  |                        |                  |                     |                  |                  |                  |
| 1997–98          | Copa de la UEFA        | Clasificatoria 1 | Jablonec 97         | 0–3              | 0–5              | 0–8              |
|                  |                        |                  |                     |                  |                  |                  |
| 1998–99          | Recopa de Europa       | Clasificatoria   | Copenhague          | 0–4              | 0–6              | 0–10             |
|                  |                        |                  |                     |                  |                  |                  |
| 1999-00          | Copa Intertoto         | 1                | Maccabi Haifa       | 0–1              | 2–1              | 2–2 (v.)         |
| 1999-00          | Copa Intertoto         | 2                | Montpellier         | 0–3              | 0–6              | 0–9              |
|                  |                        |                  |                     |                  |                  |                  |
| 2004–05          | Copa de la UEFA        | Clasificatoria 1 | Dukla               | 0–1              | 0–3              | 0–4              |
|                  |                        |                  |                     |                  |                  |                  |
| 2006–07          | Copa de la UEFA        | Clasificatoria 1 | Zimbru Chişinău     | 1–2              | 1–1              | 2–3 (pró.)       |
|                  |                        |                  |                     |                  |                  |                  |
| 2009–10          | UEFA Europa League     | Clasificatoria 2 | Rosenborg           | 1–0              | 0–0              | 1–0              |
| 2009–10          | UEFA Europa League     | Clasificatoria 3 | Honka               | 2–1              | 1–0              | 3–1              |
| 2009–10          | UEFA Europa League     | Play-off         | Twente              | 0–0              | 1–3              | 1–3              |
|                  |                        |                  |                     |                  |                  |                  |
| 2010–11          | UEFA Europa League     | Clasificatoria 1 | FK Metalurg         | 4–1              | 1–1              | 5–2              |
| 2010–11          | UEFA Europa League     | Clasificatoria 2 | Portadown           | 1–1              | 2–1              | 3–2              |
| 2010–11          | UEFA Europa League     | Clasificatoria 3 | Wisła Cracovia      | 3–2              | 1–0              | 4–2              |
| 2010–11          | UEFA Europa League     | Play-off         | Borussia Dortmund   | 0–1              | 0–4              | 0–5              |
|                  |                        |                  |                     |                  |                  |                  |
| 2011–12          | UEFA Europa League     | Clasificatoria 1 | Banga               | 3–0              | 4–0              | 7–0              |
| 2011–12          | UEFA Europa League     | Clasificatoria 2 | EB/Streymur         | 0–0              | 1–1              | 1–1 (a)          |
| 2011–12          | UEFA Europa League     | Clasificatoria 3 | Brujas              | 1–0              | 1–4              | 2–4              |
|                  |                        |                  |                     |                  |                  |                  |
| 2013–14          | UEFA Europa League     | Clasificatoria 1 | Metalurg            | 1–0              | 1–0              | 2–0              |
| 2013–14          | UEFA Europa League     | Clasificatoria 2 | Piast Gliwice       | 2–1              | 2–2              | 4–3 (pró.)       |
| 2013–14          | UEFA Europa League     | Clasificatoria 3 | Gefle IF            | 1–0              | 2–0              | 3–0              |
| 2013–14          | UEFA Europa League     | Play-off         | Eintracht Frankfurt | 0–2              | 1–2              | 1–4              |
|                  |                        |                  |                     |                  |                  |                  |
| 2014–15          | UEFA Champions League  | Clasificatoria 2 | Valletta            | 4–0              | 1–0              | 5–0              |
| 2014–15          | UEFA Champions League  | Clasificatoria 3 | Red Bull Salzburgo  | 2–1              | 0–2              | 2–3              |
| 2014–15          | UEFA Europa League     | Play-off         | Twente              | 0–0              | 1–1              | 1–1 (v.)         |
| 2014–15          | UEFA Europa League     | Grupo F          | Saint-Étienne       | 0–0              | 1–1              | 3º Lugar         |
| 2014–15          | UEFA Europa League     | Grupo F          | Internazionale      | 0–0              | 0–2              | 3º Lugar         |
| 2014–15          | UEFA Europa League     | Grupo F          | Dnipro              | 1–2              | 1–0              | 3º Lugar         |
|                  |                        |                  |                     |                  |                  |                  |
| 2015–16          | UEFA Champions League  | Clasificatoria 2 | Rudar Pljevlja      | 0–0              | 1–0              | 1–0              |
| 2015–16          | UEFA Champions League  | Clasificatoria 3 | Celtic              | 0–0              | 0–1              | 0–1              |
| 2015–16          | UEFA Europa League     | Play-off         | Young Boys          | 3–0              | 1–0              | 4–0              |
| 2015–16          | UEFA Europa League     | Grupo J          | Anderlecht          | 1–0              | 2–1              | 4º Lugar         |
| 2015–16          | UEFA Europa League     | Grupo J          | Mónaco              | 1–1              | 0–1              | 4º Lugar         |
| 2015–16          | UEFA Europa League     | Grupo J          | Tottenham Hotspur   | 0–1              | 1–3              | 4º Lugar         |
|                  |                        |                  |                     |                  |                  |                  |
| 2016–17          | UEFA Champions League  | Clasificatoria 2 | F91 Dudelange       | 2–0              | 1–1              | 3–1              |
| 2016–17          | UEFA Champions League  | Clasificatoria 3 | Viktoria Plzeň      | 1-1              | 0-0              | 1–1 (v.)         |
| 2016–17          | UEFA Europa League     | Play-off         | IFK Göteborg        | 3-0              | 0-1              | 3–1              |
| 2016–17          | UEFA Europa League     | Grupo J          | Slovan Liberec      | 2-2              | 0-3              | 3º Lugar         |
| 2016–17          | UEFA Europa League     | Grupo J          | Fiorentina          | 1–5              | 1–2              | 3º Lugar         |
| 2016–17          | UEFA Europa League     | Grupo J          | PAOK Salónica       | 2-0              | 1-0              | 3º Lugar         |
|                  |                        |                  |                     |                  |                  |                  |
| 2017-18          | UEFA Champions League  | Clasificatoria 2 | Samtredia           | 5–0              | 1–0              | 6–0              |
| 2017-18          | UEFA Champions League  | Clasificatoria 3 | Sheriff Tiraspol    | 0–0              | 2–1              | 2–1              |
| 2017-18          | UEFA Champions League  | Play-off         | Copenhague          | 1–0              | 1–2              | 2–2 (v.)         |
| 2017-18          | UEFA Champions League  | Grupo C          | Chelsea             | 0–4              | 0–6              | 4º Lugar         |
| 2017-18          | UEFA Champions League  | Grupo C          | Atlético de Madrid  | 0–0              | 1–1              | 4º Lugar         |
| 2017-18          | UEFA Champions League  | Grupo C          | Roma                | 1–2              | 0–1              | 4º Lugar         |
|                  |                        |                  |                     |                  |                  |                  |
| 2018-19          | UEFA Champions League  | Clasificatoria 1 | Olimpija Ljubljana  | 1–0              | 0–0              | 1–0              |
| 2018-19          | UEFA Champions League  | Clasificatoria 2 | Kukësi              | 3–0              | 0–0              | 3–0              |
| 2018-19          | UEFA Champions League  | Clasificatoria 3 | BATE Borísov        | 0–1              | 1–1              | 1–2              |
| 2018-19          | UEFA Europa League     | Play-off         | Sheriff Tiraspol    | 3–0              | 0–1              | 3–1              |
| 2018-19          | UEFA Europa League     | Grupo E          | Sporting de Lisboa  | 1–6              | 0–2              | 4º Lugar         |
| 2018-19          | UEFA Europa League     | Grupo E          | Arsenal             | 0–3              | 0–1              | 4º Lugar         |
| 2018-19          | UEFA Europa League     | Grupo E          | Vorskla Poltava     | 0–1              | 1–0              | 4º Lugar         |
|                  |                        |                  |                     |                  |                  |                  |
| 2019-20          | UEFA Champions League  | Clasificatoria 1 | Partizáni           | 2–0              | 0–0              | 2–0              |
| 2019-20          | UEFA Champions League  | Clasificatoria 2 | Dundalk             | 3–0              | 1–1              | 4–1              |
| 2019-20          | UEFA Champions League  | Clasificatoria 3 | APOEL               | 0–2              | 2–1              | 2–3              |
| 2019-20          | UEFA Europa League     | Play-off         | Linfield            | 2–1              | 2–3              | 4–4 (v.)         |
| 2019-20          | UEFA Europa League     | Grupo A          | Sevilla             | 0–3              | 0–2              | 3º Lugar         |
| 2019-20          | UEFA Europa League     | Grupo A          | F91 Dudelange       | 1–1              | 4–1              | 3º Lugar         |
| 2019-20          | UEFA Europa League     | Grupo A          | APOEL               | 2–2              | 1–2              | 3º Lugar         |
|                  |                        |                  |                     |                  |                  |                  |
| 2020-21          | UEFA Champions League  | Clasificatoria 1 | Sileks Kratovo      | 4–0              | –                | 4–0              |
| 2020-21          | UEFA Champions League  | Clasificatoria 2 | Sheriff Tiraspol    | 2–1              | –                | 2–1              |
| 2020-21          | UEFA Champions League  | Clasificatoria 3 | Molde               | 0–0              | –                | 0–0 (5:6 pen.)   |
| 2020-21          | UEFA Europa League     | Play-off         | Legia Varsovia      | –                | 3–0              | 3–0              |
| 2020-21          | UEFA Europa League     | Grupo I          | Maccabi Tel Aviv    | 1–1              | 0–1              | 4º Lugar         |
| 2020-21          | UEFA Europa League     | Grupo I          | Villarreal          | 1–3              | 0–3              | 4º Lugar         |
| 2020-21          | UEFA Europa League     | Grupo I          | Sivasspor           | 2–3              | 0–2              | 4º Lugar         |
|                  |                        |                  |                     |                  |                  |                  |
| 2021-22          | UEFA Conference League | Clasificatoria 2 | Ashdod              | 0–0              | 1–0              | 1–0              |
| 2021-22          | UEFA Conference League | Clasificatoria 3 | AEL Limassol        | 1–0              | 1–1              | 2–1              |
| 2021-22          | UEFA Conference League | Play-off         | Aberdeen            | 1–0              | 3–1              | 4–1              |
| 2021-22          | UEFA Conference League | Grupo H          | Basilea             | 0–0              | 0–3              | 2º Lugar         |
| 2021-22          | UEFA Conference League | Grupo H          | Omonia Nicosia      | 2–2              | 4–1              | 2º Lugar         |
| 2021-22          | UEFA Conference League | Grupo H          | Kairat              | 2–1              | 2–1              | 2º Lugar         |
| 2021-22          | UEFA Conference League | Preliminar       | Olympique Marsella  | 0–3              | 1–3              | 1–6              |
|                  |                        |                  |                     |                  |                  |                  |
| 2022-23          | UEFA Champions League  | Clasificatoria 1 | Lech Poznań         | 0-1              | 5-1              | 5-2              |
| 2022-23          | UEFA Champions League  | Clasificatoria 2 | Zürich              | 3-2              | 2–2              | 5-4              |
| 2022-23          | UEFA Champions League  | Clasificatoria 3 | Ferencváros         | 1–1              | 3-1              | 4-2              |
| 2022-23          | UEFA Champions League  | Play-Off         | Viktoria Pilsen     | 0–0              | 1-2              | 1-2              |
| 2022-23          | UEFA Europa League     | Grupo            | SC Freiburg         | 1–1              | 1–2              | 3°Lugar          |
| 2022-23          | UEFA Europa League     | Grupo            | Nantes              | 3–0              | 1–2              | 3°Lugar          |
| 2022-23          | UEFA Europa League     | Grupo            | Olympiacos          | 0–0              | 3–0              | 3°Lugar          |
| 2022-23          | UEFA Conference League | Preliminar       | Gent                | 1–0              | 0–1              | 1–1 (p)          |
|                  |                        |                  |                     |                  |                  |                  |
| 2023–24          | UEFA Champions League  | Clasificatoria 1 | Lincoln Red Imps    | 4–0              | 2–1              | 6–1              |
| 2023–24          | UEFA Champions League  | Clasificatoria 2 | Raków Częstochowa   | 1–1              | 2–3              | 3–4              |
| 2023–24          | UEFA Europa League     | Clasificatoria 3 | HJK                 | 2–1              | 2–1              | 4–1              |
| 2023–24          | UEFA Europa League     | Play-off         | Olimpija Ljubljana  | 1–1              | 2–0              | 3–1              |
| 2023–24          | UEFA Europa League     | Grupo            | Bayer Leverkusen    | 0-1              | 1–5              | 2°Lugar          |
| 2023–24          | UEFA Europa League     | Grupo            | BK Häcken           | 2-1              | 1–0              | 2°Lugar          |
| 2023–24          | UEFA Europa League     | Grupo            | Molde               | 1–0              | 2-2              | 2°Lugar          |
| 2023–24          | UEFA Europa League     | Preliminar       | Braga               | 2-3              | 4–2              | 6-5              |
| 2023–24          | UEFA Europa League     | 1/8              | Bayer Leverkusen    | 2-2              | 2–3              | 4-5              |
|                  |                        |                  |                     |                  |                  |                  |
| 2024-25          | UEFA Champions League  | Clasificatoria 2 | Lincoln Red Imps    | 5-0              | 2-0              | 7-0              |
| 2024-25          | UEFA Champions League  | Clasificatoria 3 | Ludogorets          | 1-2              | 7-2 (pró.)       | 8-4              |
| 2024-25          | UEFA Champions League  | Play-off         | Dinamo Zagreb       | 0-2              | 0-3              | 0-5              |
| 2024-25          | UEFA Europa League     | Fase Liga        | Tottenham           |                  | 0-3              | 36º Lugar        |
| 2024-25          | UEFA Europa League     | Fase Liga        | Malmö FF            | 1-2              |                  | 36º Lugar        |
| 2024-25          | UEFA Europa League     | Fase Liga        | Ajax                | 0-3              |                  | 36º Lugar        |
| 2024-25          | UEFA Europa League     | Fase Liga        | Bodo/Glimt          |                  | 2-1              | 36º Lugar        |
| 2024-25          | UEFA Europa League     | Fase Liga        | Olympique Lyon      | 1-4              |                  | 36º Lugar        |
| 2024-25          | UEFA Europa League     | Fase Liga        | IF Elfsborg         |                  | 0-1              | 36º Lugar        |
| 2024-25          | UEFA Europa League     | Fase Liga        | FCSB                | 2-3              |                  | 36º Lugar        |
| 2024-25          | UEFA Europa League     | Fase Liga        | Olympiacos          |                  | 0-3              | 36º Lugar        |

## Palmarés
Nota: en negrita competiciones vigentes en la actualidad.
Torneos nacionales
| Competición nacional            | Títulos                                                                | Subtítulos             |
| ------------------------------- | ---------------------------------------------------------------------- | ---------------------- |
| Liga Premier de Azerbaiyán (12) | 1993, 2014, 2015, 2016, 2017, 2018, 2019, 2020, 2022, 2023, 2024, 2025 | 1994, 1997, 2013, 2021 |
| Copa de Azerbaiyán (8)          | 1993, 2006, 2009, 2015, 2016, 2017, 2022, 2024                         | 1996, 1998, 2000       |
| Supercopa de Azerbaiyán (1)     | 1994                                                                   |                        |

### Torneos soviéticos
| Competición nacional             | Títulos    | Subtítulos       |
| -------------------------------- | ---------- | ---------------- |
| Liga de la RSS de Azerbaiyán (2) | 1988, 1990 |                  |
| Copa de la RSS de Azerbaiyán (1) | 1990       | 1996, 1998, 2000 |